# Mielen-boven-Aalst
Mielen-boven-Aalst (fr. Mielen-sur-Alost) – dzielnica (deelgemeente) gminy Gingelom w Belgii, w Regionie Flamandzkim, w prowincji Limburgia, w okręgu Hasselt. 1 stycznia 2020 roku liczyła 1041 mieszkańców. Do 31 grudnia 1970 samodzielna gmina.

## Demografia
Liczba mieszkańców, stan na 1 stycznia:
| Rok                | 1930 | 1961 | 2020 |
| ------------------ | ---- | ---- | ---- |
| Liczba mieszkańców | 804  | 790  | 1041 |